# Нестеровська сільська рада
Не́стеровська сільська рада (рос. Нестеровский сельский совет) — сільське поселення у складі Новосергієвського району Оренбурзької області Росії.
Адміністративний центр — село Нестеровка.

## Населення
Населення — 724 особи (2019; 891 в 2010, 1194 у 2002).

## Склад
До складу сільської ради входять:
| Населений пункт   | Населення, осіб (2002) | Населення, осіб (2010) |
| ----------------- | ---------------------- | ---------------------- |
| Боголюбовка, село | 33                     | 7                      |
| Ключовка, село    | 350                    | 255                    |
| Кодяковка, село   | 109                    | 45                     |
| Нестеровка, село  | 698                    | 584                    |
| Роптанка, село    | 4                      | 0                      |